# جان برنچ
جان برنچ (به انگلیسی: John Branch) سناتور سابق عضو حزب دموکرات ایالات متحده آمریکا بود. وی در سال ۱۸۲۳ تا ۱۸۲۹ میلادی سناتور ایالت کارولینای شمالی در سنای ایالات متحده آمریکا بود.